# Thorne Point
Der Thorne Point ist eine Landspitze an der Loubet-Küste des Grahamlands im Norden der Antarktischen Halbinsel. Sie markiert den nordwestlichen Ausläufer der Arrowsmith-Halbinsel sowie die westliche Begrenzung der Einfahrt zur Langmuir Cove.
Wissenschaftler des Falkland Islands Dependencies Survey (FIDS) nahmen 1960 Vermessungen der Landspitze vor. Das UK Antarctic Place-Names Committee benannte sie bereits 1959 nach dem Meteorologen John Thorne (* 1928), der 1956 und 1957 für den FIDS auf der Detaille-Insel tätig war.